# Business-to-Employee
Business-to-Employee (Abkürzungen: B2E, BtE) bezeichnet (elektronische) Kommunikationsbeziehungen zwischen einem Unternehmen und seinen Mitarbeitern, im Gegensatz zu Kommunikationsbeziehungen zu anderen Unternehmen (Business-to-Business, B2B), Behörden (Business-to-Administration, B2A) oder Konsumenten (Business-to-Consumer, B2C).
Speziell im Zusammenhang mit der Unterstützung von Geschäftsprozessen durch elektronische Kommunikationsmittel werden die Geschäftsprozesse auf diese Weise kategorisiert.
Beispiele für B2E sind:
- Für den Mitarbeiter im Außendienst Einsicht in Kunden- und Produktdaten, die nur im Intranet am Standort des Unternehmens zugänglich sind.[1]
- Erfassung von Informationen eines Einsatzes direkt vor Ort, z. B. die Dauer, verbrauchtes Material usw., und damit direkte Rückmeldung in die IT-Systeme des Unternehmens, die sonst nur im Intranet am Standort des Unternehmens möglich wäre.[1]

Hierzu ist vor Ort kein drahtgebundener Internetzugang erforderlich, der Informationsfluss kann über Mobilfunk erfolgen. Zur Zeit der Einführung des Begriffs B2E (ca. 2001) war dies eine völlig neue Sicht, Mobilfunkstandards für Daten wie WAP oder GPRS waren erst in der Einführung.